# KBS 월드
KBS 월드(KBS World)는 한국방송공사에서 운영, 방송하는 국제 위성 방송 서비스이다. 2003년 7월 1일부터 개국하였다.

## 특징
광고방송(상업광고방송)은 내보내지 않는다. KBS 1TV와 KBS 제1라디오, KBS 제1FM 및 KBS 제3라디오, KBS 한민족방송, KBS 월드라디오, KBS N 플러스, KBS 아메리카, KBS 코리아, EBS 2TV, EBS FM, KTV 국민방송, TBN FM이랑 같이 광고방송(상업광고방송)이 거의 없는 채널이다. 광고방송(상업광고방송)이 없고 내보내지 않는 이유는 광고방송(상업광고방송) 없이 수신료로 운영이 되면서 TV프로그램을 시작 및 끝날 수 있고, 광고방송(상업광고방송)을 일체 하지 않는 것이 TV채널과 라디오채널이다.

## 연혁
1973년 3월 공영 방송국으로 거듭나기 이전에 KBS의 외국어 라디오 방송이 1953년 "자유 대한의 소리"(The Voice of Free Korea)라는 이름으로 시작되었다. 이는 1968년 7월 KBS의 일부가 되었다. 1973년 3월 "Radio Korea"(라디오 코리아)로 이름이 바뀐 뒤 1994년 8월 "Radio Korea International"(라디오 코리아 인터내셔널)로 이름이 바뀌었다.
2003년 7월 1일, 해외의 한국인들을 대상으로 한 국제 텔레비전 채널인 "KBS 월드"가 방송을 시작하였다. 2005년 3월 "자유 대한의 소리"는 KBS 월드라디오로 이름이 바뀌었다. 2012년 9월 3일, KBS 월드에서 고선명 텔레비전 방송이 개시되었다.

## 서비스

### 라디오

#### KBS 월드라디오
KBS 월드라디오는 한국어, 영어, 일본어, 프랑스어, 러시아어, 중국어, 스페인어, 인도네시아어, 아랍어, 독일어, 베트남어 등으로 방송된다.

### 텔레비전

#### KBS 월드 텔레비전

KBS 월드 텔레비전 로고

KBS 월드의 TV 프로그램은 KBS의 자국 텔레비전 서비스로부터 자료를 제공받는다. 주로 한국어로 방송되지만 영어와 중국어 자막을 제공한다.
서울의 방송 신호와 분리하여 일부 시장을 대상으로 KBS의 자회사들이 운영하는 2개의 별도의 서비스가 제공된다. 일본인 시청자들을 대상으로 한 KBS 재팬이 운영하는 KBS 월드의 일본어판, 북아메리카, 남아메리카의 시청자들을 대상으로 한 KBS 아메리카가 운영하는 KBS 월드의 미국판.

#### KBS 재팬
KBS 재팬은 KBS의 뉴스, 교양 프로그램으로 주요 편성되어 방송된다. 2006년 4월 1일부터 일본 전역으로 송출된다.

#### KBS 아메리카
KBS 아메리카는 KBS의 뉴스, 교양 프로그램으로 주요 편성되어 방송된다. 2014년 7월 21일부터 유튜브 실시간 방송 서비스를 하고 있으며, 2016년 1월 1일부터 최대 교민 거주 지역인 미국 LA로 송출된다.

#### KBS 코리아
KBS 코리아는 KBS의 뉴스, 교양 프로그램으로 주요 편성되어 방송된다. 2014년 7월 21일부터 유튜브 실시간 방송 서비스를 하고 있으며, 2016년 1월 1일부터 최대 교민 거주 지역인 미국 LA로 송출된다.

## 해외 제휴 방송국
- : Voice of America
- : BBC World News, BBC World Service
- : Euronews
- : CCTV-4
- : NHK World-Japan
- : ABC Australia
- : France 24, Radio France Internationale
- : Deutsche Welle

## 같이 보기
- KBS 월드라디오
- KBS 아메리카
- 한국방송공사
- KBS 한민족방송
- 현해탄의 무지개
- 아리랑국제방송
- 아리랑 라디오